# روي جليسون
روي جليسون (بالإنجليزية: Roy Gleason)‏ هو لاعب كرة قاعدة أمريكي، ولد في 9 أبريل 1943 في ملروز بارك في الولايات المتحدة.

## وصلات خارجية
- روي جليسون على موقعبيزبول رفرنس.كوم (الدوري الرئيسي) (الإنجليزية)
- روي جليسون على موقعبيزبول رفرنس.كوم (الدوري الثانوي) (الإنجليزية)